# 日中韓自由貿易協定
日中韓自由貿易協定（にっちゅうかんじゆうぼうえききょうてい、英語: Japan–China–Republic of Korea Free Trade Agreement, Japan–China–Republic of Korea FTA）とは、日本、中国および韓国との間で交渉中の自由貿易協定（FTA）。

## 概要
2003年から2009年まで行われた三国間の民間共同研究プロジェクトに基づき、2009年10月の日中韓サミットにて、産官学共同研究の立ち上げを目指すことで意見が集約。翌2010年5月に韓国・ソウルにおいて第1回共同研究会合開催。
2011年5月の日中韓サミットの首脳宣言において、日中韓FTA産官学共同研究を2011年中に終了させ、その後フォローアップを行うべく、同共同研究を加速化することで合意。
2011年12月14日から12月16日までの日程で韓国の平昌で行われた第7回共同研究会合において、共同研究を終了、共同研究委員会による共同声明を発出。
2012年3月30日に日中韓FTA産官学共同研究報告書（全文）が公表。
2012年5月13日の日中韓サミットにて、三首脳は、日中韓FTAの年内の交渉開始につき一致。この目的を達成するため、三か国は、国内手続きや事務レベル協議を含む準備作業を直ちに開始することとなった。（なお、日中韓FTAのさきがけとなる日中韓投資協定については、同サミットの機会に署名が行われた。）。
2012年6月から9月に3回にわたる日中韓自由貿易協定（FTA）に関する事務レベル会合を開催し、実務的な協議を終了。
2012年11月のASEAN関連首脳会議の機会に、日中韓経済貿易大臣会合が開催され、日中韓FTA交渉の開始が宣言された。
2019年に、日本外務省は、この3か国がRCEP交渉も行っているため「日中韓ＦＴＡ交渉は、ＲＣＥＰを上回る付加価値をどれだけ付与できるかが焦点。」との認識を公表している。

## 交渉の状況
2013年2月20日から21日まで、東京において、日中韓3か国の実務レベルによる日中韓自由貿易協定（FTA）交渉の準備会合が開催され、韓国にて開催される予定の第1回交渉会合に向けた準備のため協議を行った。
2013年3月26日から28日まで、韓国のソウルにおいて、日中韓自由貿易協定（FTA）交渉の第1回会合が開催された。
2013年6月3日から4日まで、東京において、日中韓自由貿易協定（FTA）交渉の準備会合が開催され、中国にて開催される予定の第2回交渉会合に向けた準備のための協議を行った。
2013年7月30日から8月2日まで、中国の上海において、日中韓自由貿易協定（FTA）交渉の第2回会合が開催された。
2013年10月22日から23日まで、韓国のソウルにおいて、日中韓自由貿易協定（FTA）交渉の準備会合が開催され、東京にて開催される予定の第3回交渉会合に向けた準備のための協議を行った。
2014年11月26日から29日まで、東京において、日中韓自由貿易協定（FTA）交渉の第3回会合が開催された。
2014年3月4日から7日まで、ソウルにおいて、第4回日中韓自由貿易協定（FTA）交渉の会合が開催された。
2014年6月17日および18日、東京において、日中韓自由貿易協定（FTA）交渉の中間会合が開催された。
2014年9月1日から5日まで、中国・北京において、第5回日中韓自由貿易協定（FTA）交渉の会合が開催された。
2014年11月24日から28日まで、東京において、第6回日中韓自由貿易協定（FTA）交渉会合（局長／局次長会合）が開催された。
2015年1月16日から17日まで、東京において、第6回日中韓自由貿易協定（FTA）交渉会合（首席代表会合）が開催された。
2015年3月10日から12日まで、韓国・ソウルにおいて、日中韓自由貿易協定（FTA）交渉の中間会合が開催された。
2015年4月13日から17日まで、韓国・ソウルにおいて、第7回日中韓自由貿易協定（FTA）交渉会合（局長／局次長会合）が開催された。
2015年5月12日から13日まで、韓国・ソウルにおいて、第7回日中韓自由貿易協定（FTA）交渉会合(首席代表会合)が開催された。
2015年7月20日から24日まで、中国・北京において、第8回日中韓自由貿易協定（FTA）交渉会合（局長/局次長会合）が開催された。
2015年9月24日から25日まで、中国・北京において、第8回日中韓自由貿易協定（FTA）交渉会合（首席代表会合）が開催された。
2015年12月14日から18日まで、箱根において、第9回日中韓自由貿易協定（FTA）交渉会合（局長／局次長会合）が開催された。
2016年1月18日から19日まで、東京において、第9回日中韓自由貿易協定（FTA）交渉会合（首席代表会合）が開催された。
2016年4月5日から9日まで、韓国のソウルにおいて、第10回日中韓自由貿易協定（FTA）交渉会合（局長／局次長会合）が開催された。
2016年6月27日から28日まで、ソウルにおいて、第10回日中韓自由貿易協定（FTA）交渉会合（首席代表会合）が開催された。
2017年1月9日から11日まで、北京において、第11回日中韓自由貿易協定（FTA）交渉会合（首席代表会合・局長／局次長）が開催された。
2017年4月10日から13日まで、東京において、第12回日中韓自由貿易協定（FTA）交渉会合が開催された。
2018年3月22日から23日まで、韓国・ソウルにおいて、第13回日中韓自由貿易協定（FTA）交渉会合が開催された。
2018年12月6日から7日まで、中国・北京において、第14回日中韓自由貿易協定（FTA）交渉会合が開催された。
2019年4月9日から12日まで、東京において、第15回日中韓自由貿易協定（FTA）交渉会合が開催された。市場アクセスおよびルール分野（電子商取引・知的財産等）など個別具体的な議論が行われ、RCEP交渉の進捗を踏まえつつ、引き続き、包括的、高水準かつ互恵的な協定の締結に向けて、交渉を継続することが確認された。
2019年11月27日から29日まで、韓国・ソウルにおいて、第16回日中韓自由貿易協定（FTA）交渉会合が開催された。首席代表会合、局長・局次長会合に加えて，各交渉分野に関する専門家レベルのワーキンググループが開催され、市場アクセスおよびルール分野（電子商取引・知的財産等）など個別具体的な議論が行われた。また，RCEP交渉の進捗を踏まえつつ、引き続き、包括的、高水準かつ互恵的な協定の締結に向けて、交渉を継続することを確認した。。会議後の報道では、日経新聞は、日本側の交渉関係者は「ルール分野全般で立場の隔たりが大きい」としており、年内の妥結が見送られた東アジア地域包括的経済連携（RCEP）を踏まえた上で交渉を加速させたい考えだが、現時点では「まだ最終段階に近づいているとも言えない」（日本側交渉関係者）と伝えた、一方、中国国際放送局の日本語HPは、「物品貿易、サービス貿易、投資とルールなどに関する重要な議題について踏み込んだ意見交換を行い、ポジティブな進展を収めた」と伝えた。
2024年5月27日ソウルで開催された第9回日中韓首脳会談において採択された共同宣言において「日中韓自由貿易協定の実現に向け、交渉を加速していくための議論を続ける」とされた。これについて日本経済新聞は「日中韓、FTA交渉再開で合意」と報道した。交渉会合が2019年以降4年以上開催されていないものの、日中韓自由貿易協定は、日本外務省のHPでは、交渉中であり、交渉中断とはされておらず、「再開」とした理由は、記事のなかに明示されていない。